# 西桑朗县
西桑朗县（英語：West Siang district）是印度阿鲁纳恰尔邦的一个县。该县位于中印争议的“藏南地区”中，中华人民共和国不承认印度对其主权，行政区划上划归西藏自治区管辖。总面积1,713平方公里，总人口52,520。

## 行政区划
该县有六个行政区划：
- Liromoba
- Likabali
- Basar
- Along West
- Along East
- Rumgong
- Mechuka